# Ambulanz (stationäre Einrichtung)

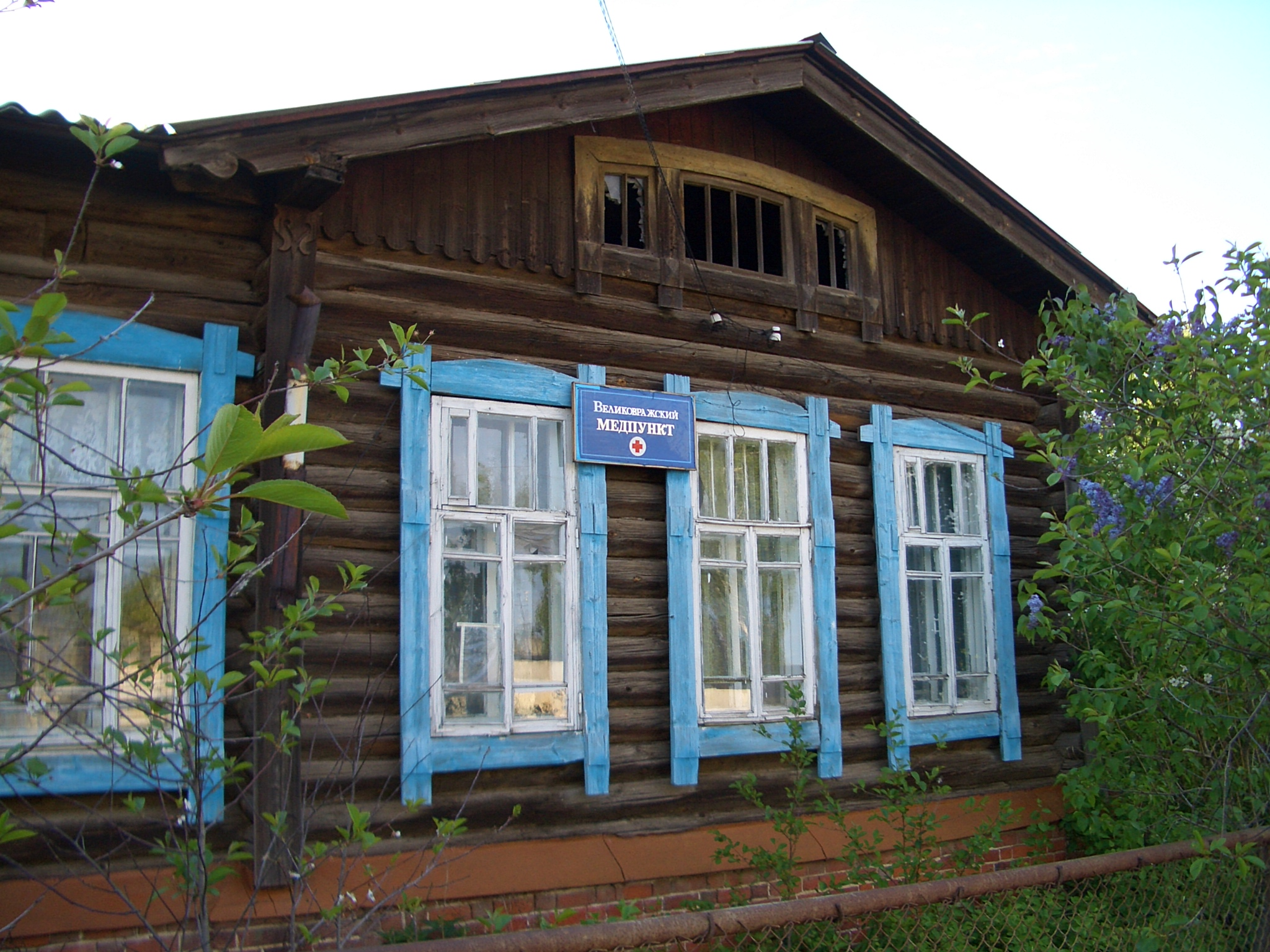
Ambulanz im Rajon Kstowo, Oblast Nischni Nowgorod (Russland)

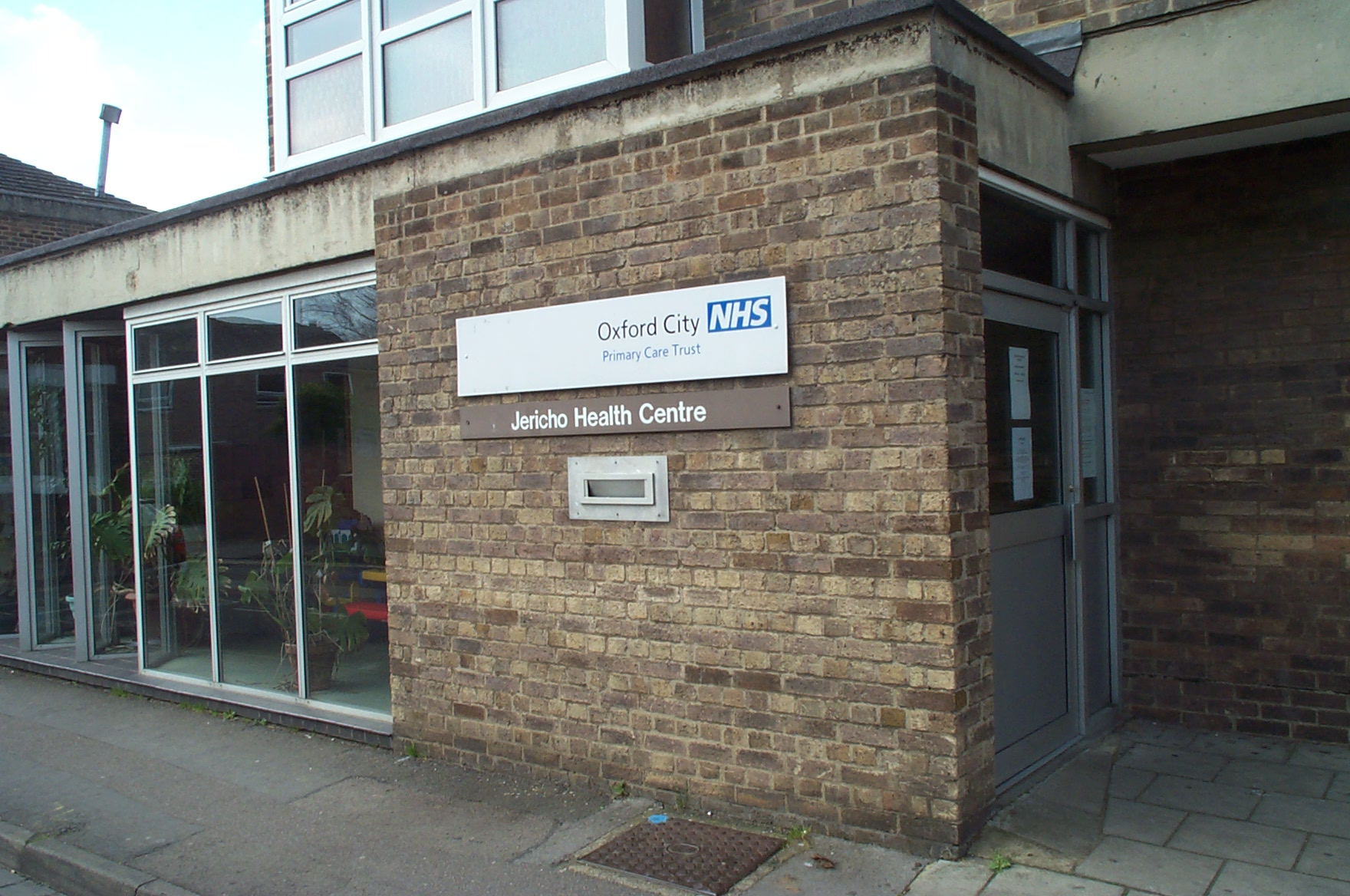
Ambulanz in Oxford, UK

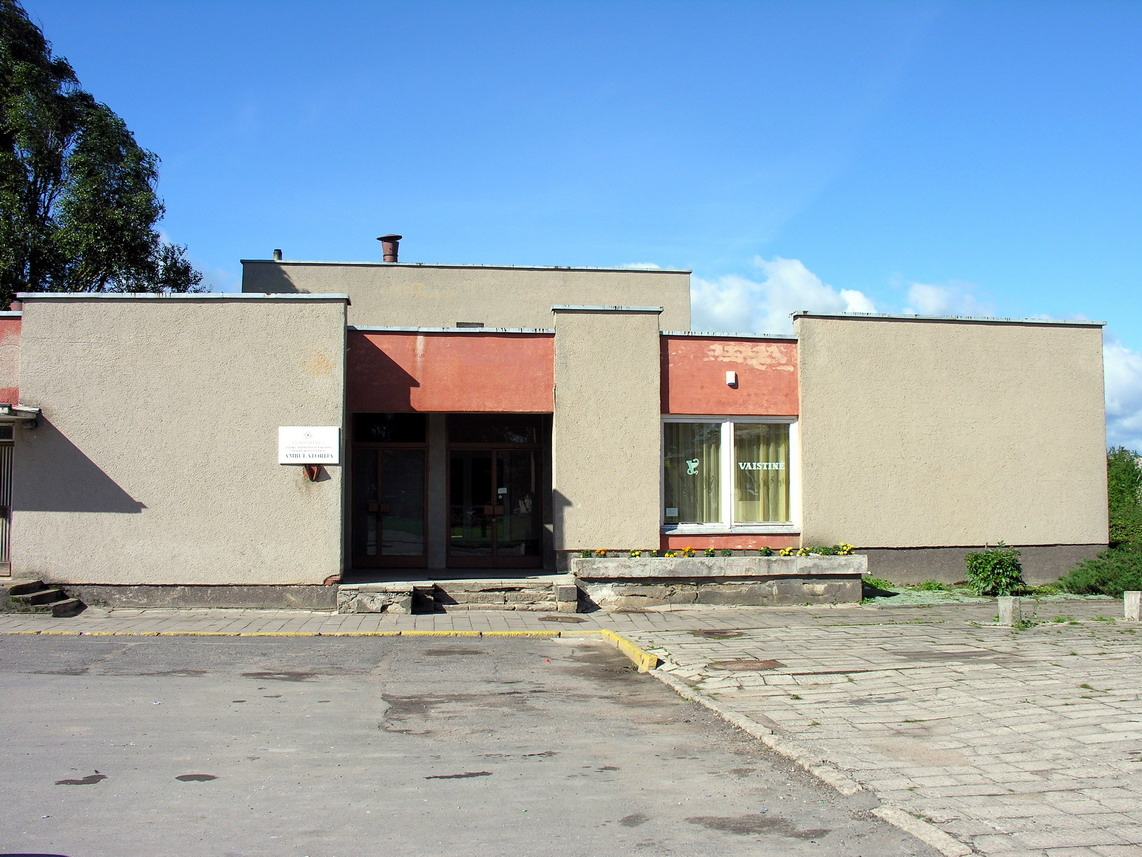
Ambulanz Židikai in der Rajongemeinde Mažeikiai (Litauen)

Die Ambulanz (von latein „ambulare“ spazieren) ist eine medizinische Einrichtung für die Aufnahme und Behandlung von Patienten, die aber keine Übernachtungsbetten in ihrer Zusammensetzung hat. Anders als eine Klinik oder Poliklinik werden die Dienstleistungen nur in den Hauptbereichen wie Therapie, Chirurgie, Zahnmedizin, manchmal auch Pädiatrie, Geburtshilfe und Gynäkologie in der Ambulanz angeboten.

## Deutschland
Deutsche Krankenhäuser verfügen über eine Vielzahl von Ambulanzen und Spezialambulanzen, die damit ihre jeweiligen Fachexpertisen auch für die Patienten innerhalb des ambulanten Krankenversorgungsbereichs in Deutschland zur Verfügung stellen. Auch dienen hier die Ambulanzen dem Zweck, im Rahmen der Ambulanzbesuche abzuklären, ob z. B. eine stationäre Krankenhausbehandlung angezeigt, empfohlen bzw. dringend notwendig ist. Für die Ambulanzbesuche ist es notwendig, dass Krankenversicherte zunächst eine jeweils einschlägige entsprechende Überweisung Ihres Hausarztes dafür einholen und dann mit dem Überweisungsschein zeitnah einen Ambulanztermin im Krankenhaus ihrer Wahl einholen. Die Deutschen Universitätsklinika haben dabei ein sehr detailliertes Ambulanzangebot.
In Deutschland sind Ambulanzen nur in besonderen Fällen in Form von Notfallambulanzen eingerichtet und es ist eindeutiger, diese dann direkt als Notaufnahmen oder als Ärztlichen Notdienst zu bezeichnen.

## Osteuropa
Die Ambulanzen sind ein Bindeglied zwischen den Polikliniken und medizinischen Punkten („Medpunkt“) für die kompetente erste Hilfe in ländlichen Gebieten. In der Ambulanz arbeitet ein Paramedic, Feldscher oder sogar ein Hausarzt.
In Litauen sind die Ambulanzen (Ambulatorija) in den kleinen Städtchen (miestelis) und Dörfern eingerichtet. Die Ambulanzen haben manchmal auch einen oder einige untergeordnete Medpunkte: dort gibt es (mindestens) eine ausgebildete Pflegekraft. In den größeren litauischen Ambulanzen arbeiten einige Hausärzte mit ihren Helfern (Pflegekräften), seltener mit dutzenden medizinischen Fachkräften (z. B., in der Ambulanz Lentvaris der Rajongemeinde Trakai waren 35 Mitarbeiter im Januar 2018 beschäftigt).

## Schweden
In Schweden arbeiten Ärzte in regionalen Behandlungszentren, den PCC. Diese ambulanten Einrichtungen können sowohl staatlich als auch privatwirtschaftlich betrieben werden und verfügen üblicherweise über ein Team von vier bis sechs Allgemeinmedizinern. Hinzu kommen spezialisierte Pflegekräfte und gegebenenfalls sowohl Psychologen als auch Therapeuten. Die Patienten haben freie Arztwahl, sind aber angehalten, sich bei einem PCC zu registrieren. Für den Großteil der schwedischen Bevölkerung steht ein regionales PCC auch in dünn besiedelten Gebieten in erreichbarer Entfernung unter Aufbietung einer Anreisezeit von zehn Minuten zur Verfügung.